# (34848) 2001 SC288
(34848) 2001 SC288 est un objet de la ceinture principale d'astéroïdes extérieure de 12,168 km de diamètre découvert en 2001.

## Description
(34848) 2001 SC288 a été découvert le 27 septembre 2001 à l'observatoire Palomar, situé au nord de San Diego en Californie, par le programme Near Earth Asteroid Tracking (NEAT).

### Caractéristiques orbitales
L'orbite de cet astéroïde est caractérisée par un demi-grand axe de 3,24 ua, un périhélie de 3,10 ua, une excentricité de 0,04 et une inclinaison de 22,85° par rapport à l'écliptique. Du fait de ces caractéristiques, à savoir un demi-grand axe entre 3,2 et 4,6 ua, il est classé, selon la JPL Small-Body Database, comme objet de la ceinture principale d'astéroïdes extérieure.

### Caractéristiques physiques
(34848) 2001 SC288 a une magnitude absolue (H) de 13,2 et un albédo estimé à 0,069, ce qui permet de calculer un diamètre de 12,168 km. Ces résultats ont été obtenus grâce aux observations du Wide-Field Infrared Survey Explorer (WISE), un télescope spatial américain mis en orbite en 2009 et observant l'ensemble du ciel dans l'infrarouge, et publiés en 2011 dans un article présentant les premiers résultats concernant les astéroïdes de la ceinture principale.